# Przewodowo-Majorat
Przewodowo-Majorat (prononciation : [pʂɛvɔˈdɔvɔ maˈjɔrat]) est un village polonais de la gmina de Gzy dans le powiat de Pułtusk de la voïvodie de Mazovie dans le centre-est de la Pologne.
Il se situe à environ 4 kilomètres au sud-est de Gzy (siège de la gmina), 8 kilomètres à l'ouest de Pułtusk (siège de le powiat) et à 56 kilomètres au nord de Varsovie (capitale de la Pologne).
Le village compte approximativement une population de 100 habitants en 2006.

## Histoire
De 1975 à 1998, le village appartenait administrativement à la voïvodie de Ciechanów.